# Tay
Tay是微软在Twitter平台上推出的人工智慧聊天機器人，在2016年3月23日推出。此機器人是由微軟的技術及研究部門以及Bing部門推出。Tay設計成模仿一個十九歲美國女性的說話方式，再藉由和Twitter上用戶的互動繼續學習。在Tay推出一天之後，因為Tay開始有一些種族歧視之類的偏激言論，因此微軟暫時關閉了Tay的Twitter帳號，這些言論明顯的是和網路上一些有偏激言論的人互動後，被刻意教導而出現的。
人工智慧研究者罗曼·扬波尔斯基認為他可以理解Tay不適當的言論，Tay其實是在模仿其他推特用戶的攻擊性言論，而微軟還沒有讓這個聊天機器人了解哪些言論是不適當的。他將此問題和IBM的人工智能程序沃森比較，沃森在讀了城市词典後就已經會用一些褻瀆性的言詞。